# Letonice
Letonice jsou obec v okrese Vyškov v Jihomoravském kraji. Žije zde přibližně 1 400 obyvatel.

## Historie
První písemná zmínka o obci pochází z roku 1235 (ecclesie de Neteludich). Není jisté, že se tato zmínka týká Letonic. K Letonicím patří také pověst o Větrníku, odehrávající se na území přírodní rezervaci Větrníky.

## Obyvatelstvo

### Struktura
V obci k počátku roku 2016 žilo celkem 1383 obyvatel. Z nich bylo 695 mužů a 688 žen. Průměrný věk obyvatel obce dosahoval 42,2 let. Dle Sčítání lidu, domů a bytů, provedeného v roce 2011, žilo v obci 1346 lidí. Nejvíce z nich bylo (15,8 %) obyvatel ve věku od 30 do 39 let. Děti do 14 let věku tvořily 13,3 % obyvatel a senioři nad 70 let úhrnem 7 %. Z celkem 1167 občanů obce starších 15 let mělo vzdělání 39 % střední vč. vyučení (bez maturity). Počet vysokoškoláků dosahoval 8,5 % a bez vzdělání bylo naopak 0,3 % obyvatel. Z cenzu dále vyplývá, že ve městě žilo 683 ekonomicky aktivních občanů. Celkem 91,8 % z nich se řadilo mezi zaměstnané, z nichž 74,2 % patřilo mezi zaměstnance, 2% k zaměstnavatelům a zbytek pracoval na vlastní účet. Oproti tomu celých 46,5 % občanů nebylo ekonomicky aktivní (to jsou například nepracující důchodci či žáci, studenti nebo učni) a zbytek svou ekonomickou aktivitu uvést nechtěl. Úhrnem 551 obyvatel obce (což je 40,9 %), se hlásilo k české národnosti. Dále 389 obyvatel bylo Moravanů a 6 Slováků. Celých 627 obyvatel obce však svou národnost neuvedlo.
Vývoj počtu obyvatel za celou obec i za jeho jednotlivé části uvádí tabulka níže, ve které se zobrazuje i příslušnost jednotlivých částí k obci či následné odtržení.
| Rok            | 1869 | 1880 | 1890 | 1900 | 1910  | 1921  | 1930  | 1950  | 1961  | 1970  | 1980  | 1991  | 2001  | 2011  | 2021  |
| -------------- | ---- | ---- | ---- | ---- | ----- | ----- | ----- | ----- | ----- | ----- | ----- | ----- | ----- | ----- | ----- |
| Počet obyvatel | 739  | 796  | 823  | 945  | 1 060 | 1 118 | 1 312 | 1 242 | 1 354 | 1 317 | 1 345 | 1 378 | 1 440 | 1 346 | 1 313 |
| Počet domů     | 143  | 156  | 177  | 191  | 212   | 220   | 293   | 335   | 337   | 340   | 353   | 418   | 456   | 464   | 474   |

## Obecní správa a politika

### Zastupitelstvo a starosta
V letech 2010 až 2014 byl starostou Jiří Skokan. Na ustavujícím zasedání zastupitelstva v listopadu 2014 byl do této funkce zvolen opětovně. Jeho cílem je v následujícím období rekonstrukcí chodníků v obci a zázemí pro technické služby vesnice.

### Obecní symboly
Znak a vlajka byly obci uděleny rozhodnutím předsedy Poslanecké sněmovny Parlamentu České republiky dne 21. června 1999.

## Pamětihodnosti
- farní kostel svatého Mikuláše
- socha svatého Jana Nepomuckého
- národní přírodní rezervace Větrník
- kaple svatého Floriána

## Galerie

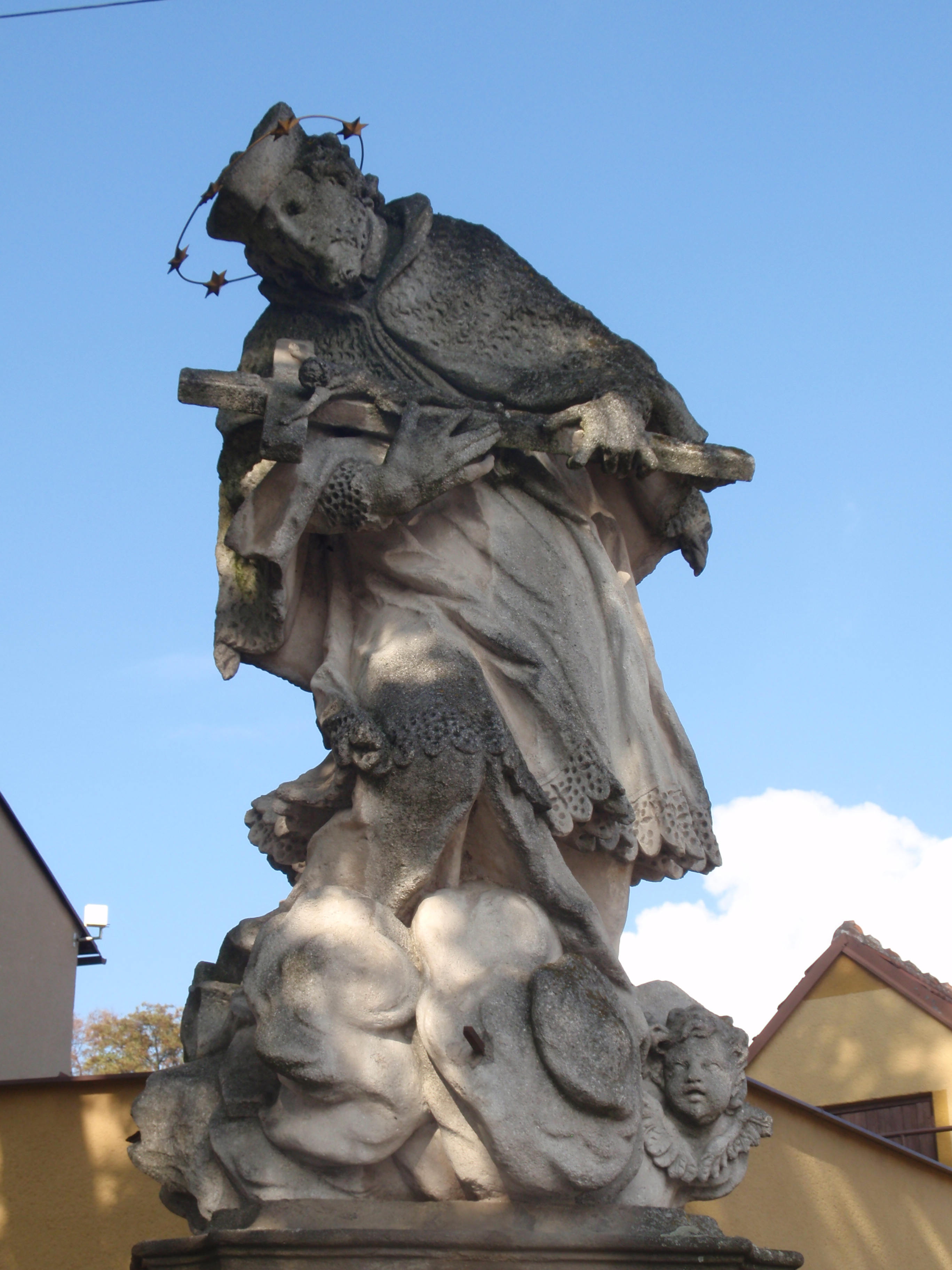
Socha svatého Jana Nepomuckého
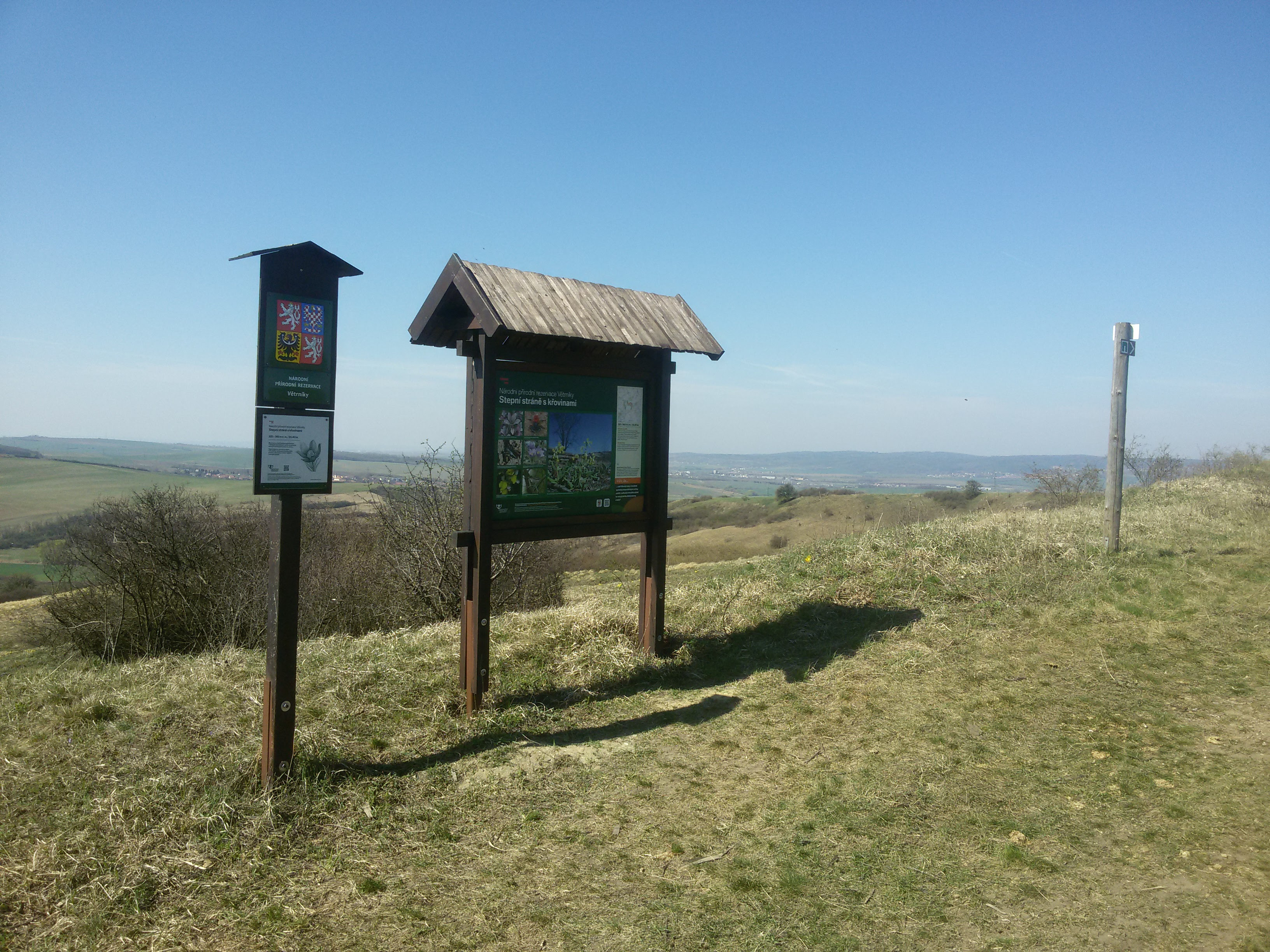
Přírodní rezervace Větrníky